# Prey (pel·lícula de 1977)
Prey (coneguda com Alien Prey en alguns mercats) és una pel·lícula independent  ciència-ficció i de terror britànica del 1977 produïda per Terry Marcel i dirigit per Norman J. Warren. La trama tracta d'un alienígena carnívor (Barry Stokes) que aterra a la Terra i es fa amistat amb una parella de lesbianes (Glory Annen i Sally Faulkner) com a part de la seva missió d'avaluar humans com a font d'aliment. Es va rodar en menys de dues setmanes amb un pressupost de menys de 60.000 £ utilitzant ubicacions prop de Shepperton Studios a Surrey. Va tenir una distribució limitada al llançament.
La resposta de la crítica a la pel·lícula ha estat mixta: els veredictes van des d’ "estranya", o "excèntrica" fins a "ambiciosa" i "experimental", mentre que l'atmosfera "claustrofòbica" de la pel·lícula ha suscitat tant elogis com crítiques. Prey també ha atret comentaris per la seva presentació de la sexualitat masculina i femenina en conflicte, amb alguns crítics observant similituds amb la trama de D.H. Lawrence de 1922 The Fox. S'ha comparat amb una pel·lícula de  vampirs o zombis i també s'ha citat com a exemple de l'explotació (o sexplotació) Els plans per una seqüela, Human Prey, es van abandonar.

## Trama
A la nit, un alienígena carnívor que canvia de forma anomenat Kator aterra als boscos de l'Anglaterra rural. Avantguarda d'una força d'invasió, la seva missió és avaluar la idoneïtat dels humans com a font d'aliment per a la seva espècie. Ensopegant amb Anderson i Sandy, una parella que tenen una cita al seu cotxe aparcat, els mata a tots dos i assumeix l'aspecte d'Anderson. L'endemà al matí, es troba amb Jessica-Ann i Josephine, una parella de lesbianes que viu a una casa pairal propera. Tot i que Jessica és la propietària de la propietat, després d'haver-la heretat dels seus pares canadencs, la dominant de la parella és Jo, que és inusualment possessiva de Jessica i desconfia profundament dels homes. Simon, el xicot de la Jessica, ha desaparegut misteriosament. Les dones són vegetarianes i viuen aïllades amb només unes quantes gallines i un lloro, Wally, com a companyia.
Dient-se Anders, i fingint una cama ferida, en Kator és acollit per Jessica i Jo. La seva arribada de seguida provoca friccions entre ambdues. Avorrida de la seva monòtona existència, Jessica acull l'arribada del desconegut. Jo, però, es molesta obertament per la seva presència i suggereix que Anders, socialment incòmode, és un fugita d'un hospital psiquiàtric (que és ella mateixa). Més tard, després d'haver tornat al lloc on va matar Anderson i Sandy, Kator mata i devora en part dos policies que estan examinant el cotxe abandonat de la parella. De tornada a casa, Jessica troba un ganivet i roba tacada de sang en un dormitori de recanvi; en reconèixer aquest últim com a Simon, s'adona que el va assassinar Jo.
L'endemà al matí, la Jo està furiosa per descobrir que tots els pollastres han estat sacrificats. Culpa a una guineu local, posa trampes per a l'animal i el persegueix amb un rifle, ajudada per Jessica i Kator. Quan la caça falla, Kator rastreja i mata la guineu pel seu compte i la presenta a Jessica i Jo com a trofeu. El trio ho celebra amb una festa de xampany per a la qual Jo vesteix a Kator amb roba de dona. Un joc posterior de l'amagatall treu el caçador de Kator. Més tard, Jo es veu pertorbada al trobar la carcassa de la guineu despullada i s'adona que l'animal no va quedar atrapat en una trampa com pensaven ella i la Jessica. Jessica rebutja amb ira les seves advertències sobre Anders, interpretant la por de Jo com a gelosia i revelant que sap la veritat sobre Simon.
L'endemà al matí, la Jo s'arma amb el seu ganivet i persegueix en Kator mentre caça cignes en un riu proper. El seu intent d'eliminar-lo es veu frustrat quan Jessica la demana, que s'adona que ha marxat i es desperta. Kator comença a ofegar-se quan entra al riu, alertant Jessica amb els seus crits. La Jessica i la Jo rescaten Kator i el porten de nou a casa. Mentre les dues dones es netegen, Kator mata i consumeix en Wally, l'ocell de Jessica que abans havia estat mirant. La Jessica li diu a la Jo que ja no està disposada a ser controlada i que se'n va amb Anders. Indignada, Jo deixa inconscient a Jessica i corre cap al bosc per cavar-li una tomba. En despertar-se, Jessica sedueix a Kator. Quan comencen a tenir relacions sexuals, els instints depredadors de Kator s'agiten, el que fa que torni a la seva forma natural i li obrirà la gola a Jessica, matant-la. Després d'haver tornat a la casa, Jo intenta fugir, però cau a la tomba oberta just quan la Kator la troba al dia, i ella crida mentre l'escena s'esvaeix.
Un temps després, en Kator surt de casa i truca a la seva nau mare amb un transceptor alienígena. Veient amb gana com dues noies passejar pel riu, aconsella als seus superiors que enviïn més de la seva espècie a la Terra.

## Repartiment
- Barry Stokes - Kator i Anderson
- Glory Annen - Jessica-Ann
- Sally Faulkner - Josephine
- Sandy Chinney - Sandy
- Eddie Stacey - 1r Policia
- Jerry Crampton – 2 Policia
- Kelly Marcel – Noia (no acreditat)[7]
- Derek Kavanagh - Radio DJ (només veu, no acreditat)[8]

## Temes
Segons Jim Reed, de la Psychotronic Film Society de Savannah (Geòrgia), Prey "troba punts de vista inesperats per a comentaris subtils sobre temes de sexisme, amor, adulteri, traïció i racisme, tot dins del context de una festa gore-alien-zombie-vampire gai ". El crític Steve Chibnall descriu la pel·lícula com una faula "darwiniana" fosca "que, mentre que " és excèntrica i de vegades sense voler humorística ofereix un discurs seriós sobre la naturalesa depredadora del masclisme." Leon Hunt, autor de British Low Culture: from Safari Suits to Sexploitation, analitza encara més la conflicte de rols de gènere i sexualitats a Prey. Argumenta que a través del personatge de Jo, Prey s'estableix com una d'una sèrie de pel·lícules de terror britàniques de la dècada de 1970 en què les cases de camp es representen com a llocs de "sexualitat femenina perillosa: bisexual o lesbiana, inestable o gelós, assassina i castradora". En aquest sentit, considera la pel·lícula misògina. La sexualitat de Jo rivalitza amb la "masclisme carnívora" de Kator, que, com es mostra durant l'escena de la mort de Jessica, "neix del joc sexual "natural" entre el caçador i la presa". Hunt observa que Kator, tot i que és un depredador, no és invulnerable en aquest món hostil de la feminitat: el seu quasi ofegat podria ser vist com una "immersió amenaçadora en el femení". Observant que Jessica i Jo, com a vegetarianes, són efectivament herbívores que són víctimes de Kator, Hunt descriu Prey com una "pel·lícula de carnívors competidors" l'objectiu final de la qual és la "restauració del gènere" a qualsevol preu.
Per a Jeremy Heilman de la Online Film Critics Society, Kator serveix com a "metàfora contundent de l'amenaça que representen les figures masculines per a relacions lesbianes". La pel·lícula ha estat comparada tant per Hunt com per el crític Ian Cooper amb la novel·la de D.H. Lawrence de 1922 The Fox, una història de depredació metafòrica en la qual la relació lèsbica implícita entre dues dones, Banford i March, es veu interrompuda per l'arribada inesperada de un soldat anomenat Henry. Segons Hunt, els elements argumentals que comparteixen les dues obres inclouen el "món tancat" de la granja de pollastres de dones i la forma en què el seu estil de vida de "reclusió homoeròtica està amenaçat, no només per la guineu que els mata. aus de corral però també de l'aspecte masculí desconegut la presència del qual finalment porta una de les dones a la "temptació heterosexual". Cooper suggereix que la pel·lícula també inclou la pel·lícula de José Ramón Larraz Vampyres (1974).
Adam Locks argumenta que Prey evoca un "passat anglès mític" a través de la seva caracterització, ambientació, cinematografia i música; aquests aspectes serveixen per restar l'accent en la importància de la tecnologia moderna i representen col·lectivament una "renegació del modern". Creu que la pel·lícula transmet un fort sentiment d'aïllament, assenyalant que els personatges lèsbics de Jessica i Jo viuen com a marginats socials i que la seva remota casa rural representa "una ruptura del món industrial modern". Segons Locks, l'escena d'ofegament a càmera lenta, que s'acompanya d'una combinació "fosca i melancòlica" de sintetitzador i piano, simbolitza una "profunda ansietat per l'expansió tecnològica i econòmica des dels anys 60" i constitueix una "reacció histèrica a la intrusivitat". del canvi cultural modern". De manera més àmplia, Locks identifica Prey com un exemple d'una tradició surrealista anglesa iniciada per la novel·la de Lewis Carroll de 1865  Alícia en terra de meravelles i sustentada per obres com la sèrie de televisió  The Avengers – que, com  Prey , està ambientada en una Anglaterra "mítica" que té poca relació amb el món real.

## Producció
Em van explicar un esbós de la història: "es tracta d'un extraterrestre que ve a la Terra a la recerca d'una font d'aliment i es troba amb una parella de lesbianes, i descobreix que els humans són rics en proteïnes i una presa fàcil". Llavors van dir: "Has de començar en tres setmanes i s'ha d'acabar en deu dies". A més, de moment no tenim un guió". I tots vam dir que sí! 
Prey va trigar un total de deu dies a fer-se. La història va ser concebuda pels productors Terry Marcel i David Wimbury i desenvolupada per Quinn Donoghue. A principis de maig de 1977, Marcel la va presentar a Warren, que estava fascinat per la idea i ràpidament va acceptar dirigir-la. Warren va descriure la pel·lícula com la seva producció "més agitada", però també "molt divertida". Max Cuff, un periodista d'uns vint anys, va ser contractat per escriure un guió basat en l'esquema de Marcel i Wimbury. Prey es va fer amb un pressupost d'aproximadament 50.000 £ en pagaments ajornatrs i 3.000 £ en efectiu.
Warren va acceptar rodar la pel·lícula en deu dies a partir del 23 de maig, donant-li només tres setmanes per a la preproducció. Recorda que durant aquest temps "tothom estava treballant sense problemes, no hi havia ningú assegut esperant". El repartiment va ser subministrat per una única agència de talent, que també va invertir. a la pel·lícula: CCA Management, fundada per Howard Pays. Prey va ser el debut cinematogràfic de Glory Annen, que s'havia graduat a l'escola de teatre l'any anterior. Ella i Barry Stokes van aparèixer més tard a Outer Touch (1979), també dirigida per Warren. No tots el repartiment eren actors professionals: Sandy Chinney era la núvia del segon ajudant de direcció, mentre que les dues noies que apareixen a l'escena final eren interpretades per les filles de Marcel. Degut a les limitacions pressupostàries, alguns dels repartiments, inclosa Annen, van subministrar el seu propi armari.

## Estrena i recepció
Prey va ser distribuït per Supreme al Regne Unit, on la British Board of Film Classification (BBFC) la va autoritzar per a l'estrena al cinema el novembre de 1977. Es van requerir retallades no especificades perquè pel·lícula rebés una classificació X. A Londres, Prey es va projectar al costat del western de 1973  Charley One-Eye com a meitat de una doble funció. La pel·lícula va ser reclassificada a 18 anys abans de la seva primera estrena en vídeo domèstic el 1986.

### Resposta crítica
En una ressenya contemporània, Tom Milne de The Monthly Film Bulletin va suggerir que el tema "agradablement escandalós" de la pel·lícula "hauria estat més atractiu tractat amb el sentit de l'humor que exigeix en veu alta pel seu nocions més prometedores". No obstant això, també va observar els "escenaris i la fotografia atractius" i les "interpretacions molt acreditades" dels actors principals. Al llarg dels anys, les reaccions a la pel·lícula s'han mantingut mixtes. Kim Newman, que va escriure per a Video Watchdog el 2005, descriu Prey com la "més mínima de les pel·lícules d'explotació de Warren i entre les pel·lícules britàniques més estranyes de tots els temps", argumentant. que juga com "una parodia inversa; el material podria haver estat absurd i còmic, amb una successió d'acudits molt foscos, però el tractament (sobretot les actuacions) és seriós fins a la solemnitat".
En una ressenya de 2009 a moviemartyr.com, Jeremy Heilman elogia la pel·lícula, descrivint-la com un "sòlid esforç de pel·lícula B", "súper humorístic" i "pertorbador". Argumenta que, en part per necessitat, a causa del seu baix pressupost, Prey està més "impulsada pels personatges" que la majoria de les altres pel·lícules de terror de ciència-ficció, i elogia la tensió sostinguda i la dinàmica "distintiva" de la trama. La seva principal crítica és la cinematografia i el muntatge, que considera "menys que feta per experts"; l'escena de l'ofegament, per exemple, s'allarga "fins a la hilaritat no intencionada". Newman i James Marriott, autors d' Horror! The Definitive Companion to the Most Terrifying Movies Ever Made, consideren aquesta seqüència com una de les diverses "floracions estilístiques incomprensibles", mentre que Kevin Lyons del British Film Institute la titlla d' "intensa". No obstant això, Lyons és complementària de Prey en el seu conjunt, jutjant-la com a "molt claustrofòbic el melodram " i una de les nombroses "passada per alt" de les pel·lícules de terror britàniques de ciència-ficció dels anys setanta.
Cooper descriu Prey com una "pel·lícula de ciència-ficció de baixa ficció desafiantment estranya". Escrivint per a Savannah Morning News, Reed dona una avaluació majoritàriament positiva: descriu la pel·lícula com a "defectuosa" però "ambiciosa i una mica fascinant", així com "experimental". Peter Hutchings considera la pel·lícula "estranya", però afegeix que la "serietat sostinguda" de la direcció de Warren i l'"atmosfera plena de fatalitat" eviten que Prey es converteixi en una "peça camp tonta". Fred Beldin d'AllMovie és crític, resumint Prey com una "pel·lícula trista i inquietant" amb "pretensions ocasionals d'arthouse" que és "difícil de veure fins i tot per als fans de l'explotació". Ell descriu la pel·lícula com una tensió implacable i "claustrofia", remarcant: "les morts semblen una puntuació adequada al final d'una frase miserable, donant a la pel·lícula un to ombrívol de desesperança del qual pocs obtindran plaer". Critica l'actuació de Sally Faulkner com a "particularment desagradable". Per contra, Newman i Marriott lloen els "girs sorprenentment bons" de Stokes, Annen i Faulkner.